# 鴫野西
鴫野西（しぎのにし）は、大阪府大阪市城東区にある町名。現行行政地名は鴫野西一丁目から鴫野西五丁目。

## 地理
城東区の南西部に位置し、南の西側に森之宮、東側に中浜、北に新喜多、東に鴫野東、西に中央区城見と接している。

### 河川
- 寝屋川
- 第二寝屋川

## 世帯数と人口
2019年（平成31年）3月31日現在の世帯数と人口は以下の通りである。
| 丁目         | 世帯数    | 人口     |
| ------------ | --------- | -------- |
| 鴫野西一丁目 | 1,157世帯 | 2,263人  |
| 鴫野西二丁目 | 2,066世帯 | 3,805人  |
| 鴫野西三丁目 | 1,076世帯 | 2,225人  |
| 鴫野西四丁目 | 866世帯   | 1,970人  |
| 鴫野西五丁目 | 2,321世帯 | 4,655人  |
| 計           | 7,486世帯 | 14,918人 |

### 人口の変遷
国勢調査による人口の推移。
| 1995年（平成7年）  | 13,563人 | [ 5 ] |  |
| 2000年（平成12年） | 14,337人 | [ 6 ] |  |
| 2005年（平成17年） | 14,716人 | [ 7 ] |  |
| 2010年（平成22年） | 15,018人 | [ 8 ] |  |
| 2015年（平成27年） | 14,995人 | [ 9 ] |  |

### 世帯数の変遷
国勢調査による世帯数の推移。
| 1995年（平成7年）  | 4,914世帯 | [ 5 ] |  |
| 2000年（平成12年） | 5,551世帯 | [ 6 ] |  |
| 2005年（平成17年） | 5,874世帯 | [ 7 ] |  |
| 2010年（平成22年） | 6,417世帯 | [ 8 ] |  |
| 2015年（平成27年） | 6,798世帯 | [ 9 ] |  |

## 学区
市立小・中学校に通う場合、学区は以下の通りとなる。なお、小学校・中学校入学時に学校選択制度を導入しており、通学区域以外に城東区の小学校・中学校から選択することも可能。
| 丁目         | 番                                                                                   | 小学校             | 中学校             |
| ------------ | ------------------------------------------------------------------------------------ | ------------------ | ------------------ |
| 鴫野西一丁目 | 全域                                                                                 | 大阪市立鴫野小学校 | 大阪市立城陽中学校 |
| 鴫野西二丁目 | 全域                                                                                 | 大阪市立鴫野小学校 | 大阪市立城陽中学校 |
| 鴫野西三丁目 | 全域                                                                                 | 大阪市立鴫野小学校 | 大阪市立城陽中学校 |
| 鴫野西四丁目 | 全域                                                                                 | 大阪市立鴫野小学校 | 大阪市立城陽中学校 |
| 鴫野西五丁目 | 1番 2番1～11号・27～40号 3～12番 13番1～9号・30～50号 16番1～17号・31～52号 17～19番 | 大阪市立鴫野小学校 | 大阪市立城陽中学校 |
| 鴫野西五丁目 | 2番12～26号 13番10～29号 14〜15番 16番18～30号 20～22番                              | 大阪市立城東小学校 | 大阪市立城陽中学校 |

## 事業所
2016年（平成28年）現在の経済センサス調査による事業所数と従業員数は以下の通りである。
| 丁目         | 事業所数  | 従業員数 |
| ------------ | --------- | -------- |
| 鴫野西一丁目 | 72事業所  | 429人    |
| 鴫野西二丁目 | 126事業所 | 1,339人  |
| 鴫野西三丁目 | 38事業所  | 203人    |
| 鴫野西四丁目 | 55事業所  | 627人    |
| 鴫野西五丁目 | 108事業所 | 1,029人  |
| 計           | 399事業所 | 3,627人  |

## 交通

### 鉄道
- 西日本旅客鉄道
  - おおさか東線・片町線 鴫野駅

※ 大阪市高速電気軌道の鴫野駅は城東区鴫野東にある。

### 道路
- 今里筋
- 城見通

## 施設
- 大阪市立城陽中学校
- 大阪市立鴫野小学校
- 城東警察署 鴫野西交番
- 城東鴫野西郵便局
- 城東中央病院
- スーパー玉出 京橋店
- コノミヤ 鴫野西店
- スーパーマルハチ 鴫野店